# Царева џамија у Билећи
Царева џамија, позната и под именом Обрадовића џамија, или једноставно Градска џамија, налази се у центру Билеће, у Републици Српској, БиХ. Проглашена је за непокретно културно добро Републике Српске.

## Историја
Царева џамија изграђена је 1895. године, на темељима старе џамије, новцем којег је дала Земаљска влада БиХ (40.000 куна) и домаће становништво. По томе је најмлађа џамија у Херцеговини.
Билећки муслимани су се обратили цару Францу Јозефу у Беч, са представком и замолили да се џамија у Билећи изгради од тесаног камена као и црква, што им је и одобрено. Цар је дао одобрење и поклонио ћилим.*
Минарет Цареве џамије је био оштећен од удара грома 1925. године, и то његов доњи део, каца, који је касније рестауриран. За време Другог светског рата, џамија је била оштећена. Године 1965. ова оштећења су санирана. Тада је изграђена гасулхана и ограђен харем џамије.
Преко пута џамије налазила се до 1941. године зграда мектеба, која је саграђена почетком 20. века. Зграда је у току Другог светског рата јако оштећена, а након 1950. године је срушена.
Царева џамија је минирана 1992. године и том приликом су потпуно уништени кров, минарет и ентеријер џамије, док су зидови знатно оштећени. Поново је обновљена 2011. године.

## Опис и карактеристике
Према концепту просторне организације, Царева џамија припада типу једнопросторних џамија диментија 11,4x11,4 метара, са каменим минаретом висине 23 метра. Камени минарети квадратне основе налазе се једино уз џамије у Херцеговини. Минарети четвртастог облика имале су Теларевића џамија у Бијељанима код Столца, џамије у околини Билеће: Авдића џамија у Планој, џамија у Кљунама, Кружњу и Свињашници, џамије на подручју Невесиња: Перкушића џамија у Невесињу, Челебића џамија у Доњој Бијењи, џамија у Крушевљанима, затим, џамија у Главатичеву код Коњица, Фатиме кадуне у Мостару.
Централни простор џамије је покривен је унутрашњом куполом са теменом на висини од 11 метара до коте – пода џамије. Купола је покривена шестострешним шаторастим кровом, дрвене конструкције. Шаторасти кров је ослоњен на осмоугаони тамбур. Прелаз из квадратне основе у тамбур остварен је преко четири тромпе.
У ентеријеру је михраб без декора, минбер од камена и дрвени махфил.